# Morti nel 1183
| Questa pagina contiene informazioni ricavate automaticamente dalle voci biografiche con l'ausilio del template Bio e di un bot. L'aggiornamento è periodico e automatico e ricostruisce completamente la pagina. Se manca una persona in questa lista, sei pregato di non aggiungerla, ma accertati piuttosto che la sua voce biografica contenga il template Bio e che i dati anagrafici siano correttamente compilati. Se il template Bio manca, inseriscilo tu stesso o, in alternativa, metti l'avviso {{tmp\|Bio}} che ne segnala la mancanza. Se i dati riportati sono sbagliati, correggi direttamente la voce biografica; le modifiche saranno visibili in questa lista entro pochi giorni. Per chiarimenti vedi il progetto biografie. La lista contiene solo le 17 persone che sono citate nell'enciclopedia e per le quali è stato implementato correttamente il template Bio. Pagina aggiornata al 26 apr 2025. |

- 21 gennaio - Ardoino da Piacenza, religioso e cardinale italiano
- 28 marzo - Elisabetta di Vermandois, nobile francese (n. 1143)
- 10 aprile - Pietro I di Courtenay, nobile francese
- 11 giugno - Enrico d'Inghilterra, re (n. 1155)
- 26 giugno - Pedro de Cardona, cardinale e arcivescovo cattolico spagnolo
- 11 luglio - Ottone I di Baviera, nobile tedesco (n. 1117)
- 12 agosto - Margherita di Navarra e di Sicilia, principessa
- 23 agosto - Cristiano di Magonza, diplomatico e arcivescovo cattolico tedesco
- 23 novembre - Guglielmo di Gloucester, conte (n. 1112)
- Teodoro Cantacuzeno, nobile bizantino
- Alessio II Comneno, imperatore bizantino (n. 1169)
- Filippo di Harvengt, abate e teologo francese
- Gilbert d'Aissailly
- Porfirio, vescovo cattolico italiano
- Ranieri del Monferrato, nobile italiano (n. 1162)
- Teodora Comnena, principessa bizantina
- Teodosio I Borradiote, arcivescovo ortodosso bizantino